# Promontorium (anatomie)

Promontorium

Promontorium, česky předhoří, je přední část kosti křížové, která se vyklenuje směrem do pánve. Promontorium vyčnívá u ženy méně, takže vchod do malé pánve je příčně oválný, u muže vyčnívá a vytváří srdčitý tvar malé pánve.

## Promontorium středoušní dutiny

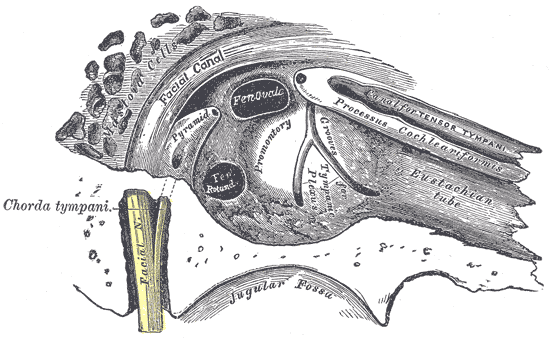
Promontorium

Také se takto označuje vyklenutí na mediální stěně středoušní dutiny (cavum tympani) podmíněné prvním závitem hlemýždě ve vnitřním uchu.